# Finsterhennen
Finsterhennen (toponimo tedesco; in francese Grasse Poule, desueto) è un comune svizzero di 560 abitanti del Canton Berna, nella regione del Seeland (circondario del Seeland).

## Società

### Evoluzione demografica
L'evoluzione demografica è riportata nella seguente tabella:
Abitanti censiti

## Infrastrutture e trasporti
Finsterhennen è servito dall'omonima stazione e da quella di Siselen-Finsterhennen sulla ferrovia Bienne-Ins.

## Amministrazione
Ogni famiglia originaria del luogo fa parte del cosiddetto comune patriziale e ha la responsabilità della manutenzione di ogni bene comune.